# Техера, Серхио
Серхио Техера Родригес (англ. Sergio Tejera Rodríguez; родился 28 мая 1990 года) — испанский футболист, полузащитник клуба «Химнастик», а также экс-игрок молодёжных сборных Испании.

## Биография
Родившийся в Барселоне, Каталония, Техера вступил в молодёжные ряды клуба «Эспаньол» в 2000 году, в возрасте 10 лет. Шесть лет спустя он был замечен скаутом «Челси» Франком Арнесеном во время матча сборной Испании (до 15 лет), и Серхио подписал контракт с лондонским клубом в конце марта. Во время своего пребывания в клубе, он появился в 22 матчах за резервную команду и забил один гол.